# 戊申詔書
戊申詔書（ぼしんしょうしょ）は、1908年10月14日に官報 により発布された明治天皇の詔書の通称。日露戦争後の社会的混乱などを是正し、また今後の国家発展に際して必要な道徳の標準を国民に示そうとしたものである。この詔書をきっかけに地方改良運動が本格的に進められた。

## 詔書の概要
第2次桂内閣の平田東助内務大臣が詔書案を閣議に提出した。小村壽太郎外務大臣と斎藤実海軍大臣が明治天皇を煩わせることを懸念して不必要との意見を述べたが、平田が現今の社会情勢においては天皇の威光を用いることでしか解決が図れないと強く訴え、閣議で了承された。
その内容は大きく三つの段落に分かれ、第一段落では西洋列強との関係を緊密にして共に発展していくべきとする。第二段落では、国運の発展のためには国家の方針に国民が一致協力して臨み、勤労に励むことを勧めている。第三段落では、国民に対して五箇条の御誓文の理想が国運発展の基であるとし、その理想の完成のため尽すよう求めている。

## 名称
この詔書には公用文としての「題名」は付されていない。題名に準ずる「件名」は『官報目録』、『法令全書』ともに「上下一心忠實勤儉自彊タルヘキノ件」と付与されているが一般には用いられず、発布の直後には様々な名称で呼ばれ、次のような名称があった。
勤倹詔書
当初の代表的な呼称。詔書文中「勤倹産ヲ治メ」を本質と見る立場。1909年1月まで出された衍義書12冊のうち6冊が「勤倹詔書」と題されている。

皇猷恢弘詔書
詔書文中「維新ノ皇猷ヲ恢弘シ」を最重要事項と見て、未だ完成していない維新の理想の完成を呼びかけていると理解する立場からの名称。

国運発展詔書
この詔書を日露戦争後に一等国となった日本のさらなる発展への激励と理解する立場からの名称。

戊申詔書
建部遯吾がその衍義書『戊申詔書衍義』（同文館、1908年）で用いた名称。『東京朝日新聞』（1908年10月31日）は「当局者は此詔書を『戊申の詔書』と称へ奉る事に為したり」と報じている。

## 大意
今日、人文が日進月歩、世界の列国が互いに協同扶助して、その幸福と利益をともに享受している。朕（天皇）はますます国際的交誼をおさめ、友義をあつくし、列国とともにその慶福を享受しようと思う。考えると、日進月歩の世界の大勢に遅れないように進み、文明の恵沢を列国と一緒に得ようとするのには、言うまでもなく国家内部の国力増進発展に基礎を置かねばならない。内に国運発展がなくて、なぜ文明の恵沢を享受できるだろうか。しかるに日露戦争から日も浅く、諸々の政治がますます更張するべき時である。この際上下国内で心を一つにして、忠実にその業務を励み、勤勉倹約をして財産を治めて信義を守り淳厚な風俗を形作り、贅沢なうわべ飾りを避けて質素にし、心身の緩むことのないように互いをいさめあって、自ら心を励まして活動しなければならない。
わが皇祖皇宗の神聖な遺訓とわが日本の光輝く歴史は、太陽や星のごとく輝いている。それゆえに、国民がよくこの遺訓を守り、誠心誠意をもってゆくならば、国運発展の根本はこの点にあるであろう。